# EDVAC

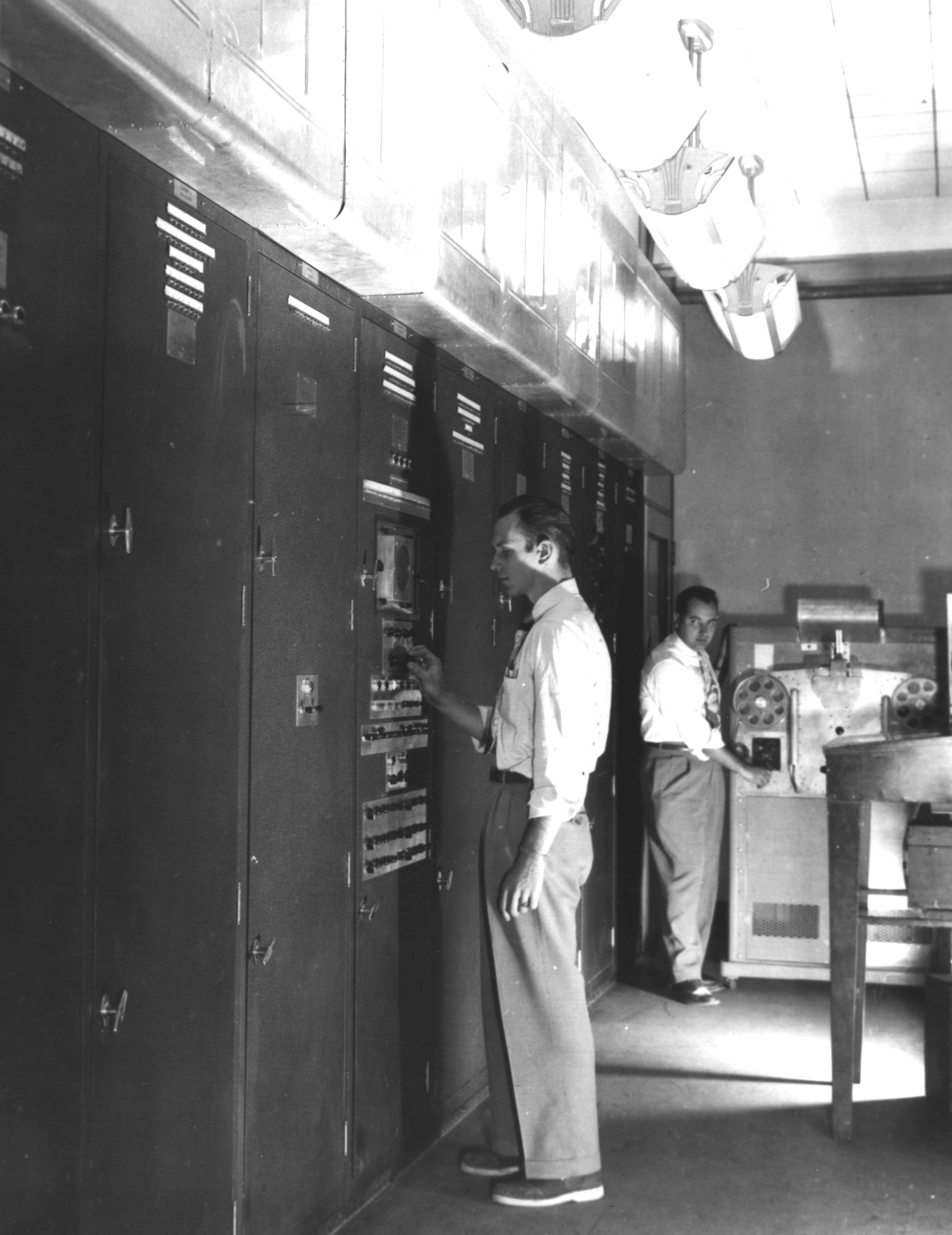
O EDVAC, instalado no Edifício 328 do Ballistics Research Laboratory

EDVAC (Electronic Discrete Variable Automatic Computer) foi um dos primeiros computadores eletrônicos.
Diferentemente de seu predecessor ENIAC, este utilizava o sistema binário e possuía arquitetura de von Neumann.
EDVAC (Electronic Discrete Variable Automatic Computer), por sua sigla em Inglês, foi um dos primeiros computadores eletrônicos, ao contrário do ENIAC que operava com base em codificação decimal, o EDVAC foi projetado para utilizar códigos binários e manter os programas armazenados na memória, respeitando a  arquitetura de von Neumann.
O projeto do EDVAC é considerado um sucesso na história da computação, e sua arquitetura tornou-se padrão para os computadores modernos..
O projeto do EDVAC foi desenvolvido antes mesmo do ENIAC estava começando e era destinado a resolver muitos problemas encontrados no projeto do ENIAC. Assim como o ENIAC, o EDVAC foi construído pela Ballistic Research Laboratory U. S. Universidade da Pensilvânia. Os projetistas do ENIAC, J. Echkert e John Mauchly foram reunidos pelo grande matemático John von Neumann. O contrato para a sua construção foi assinado em abril de 1946 e previa um orçamento inicial de US$ 1,000,000. O nome EDVAC, definido nesse contrato,  é o acronome gerado pela expressão Electronic Discrete Variable Automatic Calculator (calculadora eletrônica automática de variável discreta em Inglês).
O custo do EDVAC foi semelhante ao do ENIAC, apenas abaixo de $ 500.000,00.
O computador foi concebido para ter a adição binária, subtração e multiplicação, divisão programada e automática. Também possui um verificador automático para até mil palavras (que mais tarde conjunto em 1024). Fisicamente, o computador foi construído pelos seguintes componentes: uma unidade de leitora e gravação, uma unidade de controle com o osciloscópio, uma unidade para receber instruções numéricas em pares de números em um tempo e mantê-los na memória após confirmação com outra unidade idêntica, um cronômetro e uma unidade de memória dual.
Uma das principais preocupações no projeto foi o de equilíbrio entre confiabilidade e custo.
EDVAC fisicamente possuía quase 6.000 tubos de vácuo e 12.000 diodos, consumindo o equivalente a 56 kilowatts de potência. Ocupava 45,5 m2 de área e pesava 7.850 kg.
A equipe operacional era composta por trinta pessoas para cada turno de oito horas.
EDVAC recebeu várias atualizações, incluindo um dispositivo de entrada / saída de cartões perfurados em 1953, a memória adicional em um cilindro magnético em 1954 e uma unidade de aritmética de ponto flutuante em 1958.
O EDVAC funcionou até 1961, quando foi substituído pelo BRLESC (Ballistic Research Laboratory U. S. Universidade da Pensilvânia). No seu período de operação, provou ser altamente confiável e produtivo.